# Беринесет
Беринесет (на шведски: Bergnäset) е град в североизточната част на Швеция, лен Норботен, община Люлео. Разположен е около десния бряг на устието на река Люлеелвен по западния бряг на Ботническия залив. На отсрещния бряг срещу Беринесет е общинския център Люлео. Намира се на около 700 km на североизток от столицата Стокхолм. Има малко пристанище. Населението на града е 3707 жители, по приблизителна оценка от декември 2017 г.